# Lakatos Pál
Lakatos Pál (Vásárosnamény 1968. június 7. –) Európa-bajnoki ezüstérmes ökölvívó.

## Pályafutása
A Vasas ökölvívója karrierje során tizenhárom magyar bajnoki címet szerzett. Két olimpián vett részt, 1992-ben két nyertes mérkőzés után a negyeddöntőben a bolgár Daniel Petrovtól kapott ki és zárt az ötödik helyen. 1996-ban szintén megszerezte az olimpiai kvótát, ám Atlantában nem indulhatott, miután 10 dekagrammal átlépte a 48 kilóban maximált súlyhatárt. Sydneyben szintén kerettag volt, ám  az első meccsét elveszítette és helyezetlenül zárt. 
Összesen négy Európa-bajnokságon szerzett érmet: 1993-ban Bursában a döntőbe jutott a kislégsúlyuak mezőnyében, de a későbbi olimpiai bajnok Petrov legyőzte őt a fináléban. 1991-ben, 1998-ban és 2000-ben egyaránt a harmadik helyen zárta a kontinensviadalt. 
A sydneyi olimpia után profinak állt. 2001 és 2004 között a hivatásosoknál 18 mérkőzést vívott, amelyből ötöt megnyert, tizenegyet elveszített, kétszer pedig döntetlent ért el.

## Eredményei
Magyar bajnokság
- 48 kg
  - aranyérmes: 1990, 1991, 1992, 1993, 1994, 1995, 1997, 1998, 1999, 2000
  - Ezüstérmes: 1989
- 51 kg
  - Aranyérmes: 1996
- Csapat
  - Aranyérmes: 1994
  - Ezüstérmes: 1990

## Díjai, elismerései
- Az év magyar ökölvívója: 1993, 1999